# František Štamprech

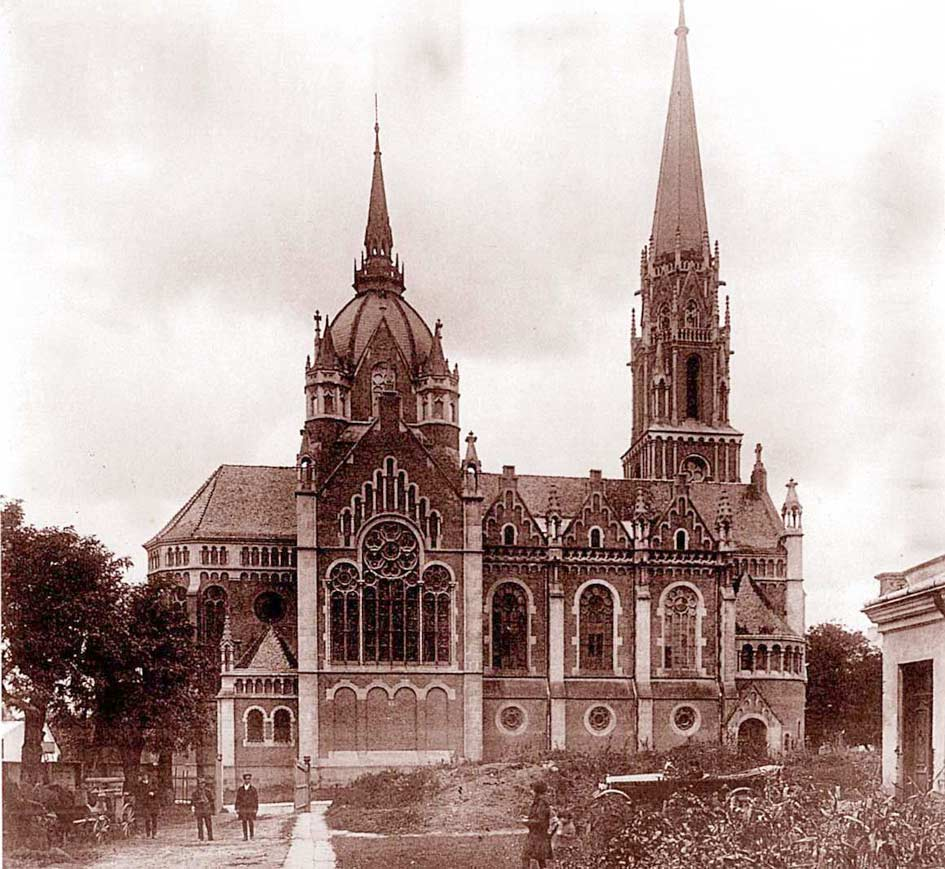
Farní kostel v Tarnopolu (kolem roku 1913)

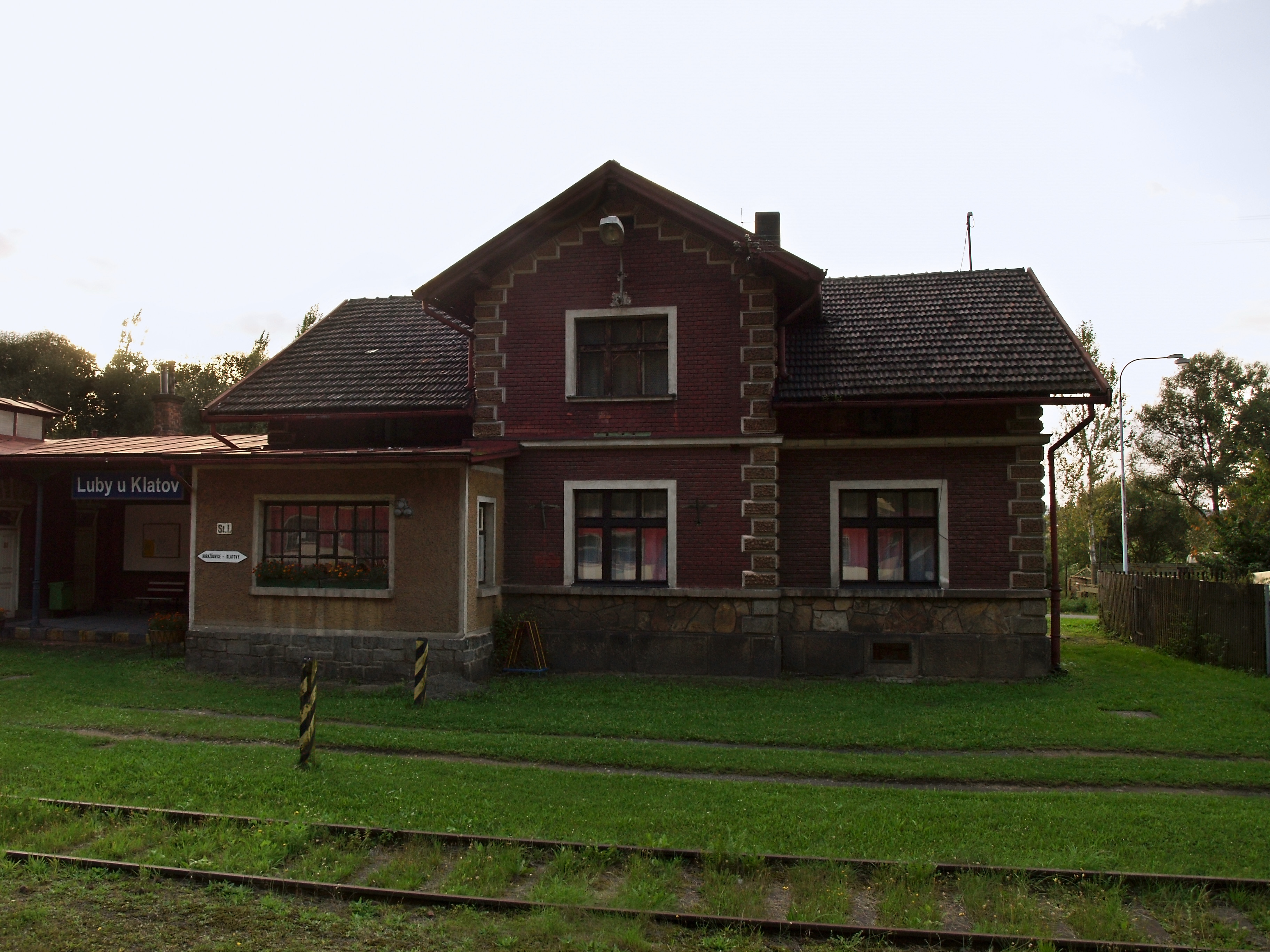
Luby u Klatov – nádraží (2009)

František Štamprech (18. února 1887  Nesuchyně – 22. června 1942, Luby u Klatov) byl příslušník československých legií na Rusi, prvorepublikový voják (důstojník) a odbojář, popravený nacisty za protiněmeckou činnost v roce 1942.

## Život
František Štamprech se narodil 18. února 1887 v obci Nesuchyně u Rakovníka.  v domě čp. 91 jako syn nádeníka Adolfa Štamprecha a Marie rozené Titlbachové. Během první světové války musel narukovat do rakousko-uherské armády a byl odvelen na ruskou (východní) frontu. V době zajetí (7. září 1915, Tarnopol) měl v rakousko-uherské armádě hodnost vojína a sloužil u 88. pěšího pluku. Do Československých legií se přihlásil 18. července 1916 a hned následující den (19. července 1916) byl zařazen v hodnosti šikovatele do 11. střeleckého pluku.  Aktivně se účastnil bojů na ruské frontě a s československými legiemi prošel celou Sibiřskou anabázi. V 11. střeleckém pluku  setrval až do konce své služby v československých legiích a legie opouštěl v hodnosti podporučíka. Po návratu do Československa se rozhodl k činné službě v prvorepublikové armádě jako důstojník u 11. pěšího pluku Františka Palackého v jihočeském Písku. Po vzniku Protektorátu Čechy a Morava a demobilizaci československé armády na jaře a v létě roku 1939 byl podplukovník Štamprech spolu s ostatními důstojníky propuštěn z aktivní služby. V rámci bývalých důstojníků písecké posádky se zapojil do činnosti domácí ilegální vojenské odbojové organizace Obrana národa. Po atentátu na zastupujícího říšského protektora Reinharda Heydricha (27. května 1942)  byl František Štamprech (spolu s dalšími šesti bývalými důstojníky čs. armády) zatčen dne 4. června 1942. Následně byl on a dalších šest s ním zatčených členů Obrany národa  v rámci tzv. druhé heydrichiády popraven klatovským gestapem dne 22. června 1942 mezi 19.–20. hodinou na vojenské střelnici v Lubech u Klatov v lokalitě Spálený les (v roce 2018 část Klatov). 

## Dovětek
Německý okupační režim až do konce druhé světové války na pozůstalou rodinu (manželka a dvě dcery) aplikoval řadu represí, ale ani komunistický režim po roce 1948 nenechal rodinné příslušníky bez povšimnutí. Zdraví starší dcery Jiřiny bylo vážně poškozeno následkem věznění a týráním při výsleších. Mladší dcera – Růžena Styblíková (zemř. 23. února 2008) – byla vdovou po Volyňském Čechovi Jaroslavu Styblíkovi, příslušníkovi 1. Československého armádního sboru v tehdejším Sovětského svazu, s kterým přišel do Československé republiky a zúčastnil se zde osvobozovacích bojů.

## Připomenutí
Jméno Františka Štamprecha je uvedeno na Pomníku Obětem 2. světové války (v centrální evidenci válečných hrobů je pomník evidován pod číslem: CZE-3205-06012), který se nachází v místě bývalé vojenské střelnice v Lubech u Klatov v lokalitě Spálený les. Na tomto místě bylo ve dnech 31. května 1942 až 3. července 1942 zastřeleno 73 osob z Klatovska, Domažlicka, Písecka a Strakonicka. Tuto skutečnost připomíná nápis na předsunutém, symbolickém hrobě: V ROCE 1942 / ZMĚNILI FAŠISTÉ / TOTO MÍSTO V POPRAVIŠTĚ. / VZPOMEŇME / ŽIVOTŮ ZDE ZMAŘENÝCH. Další vysvětlující nápis umístěný na deskách na čelní části pomníku: NA VĚČNOU PAMĚŤ / ČESKÝCH VLASTENCŮ / ZDE POPRAVENÝCH / NĚMECKÝMI FAŠISTY / 31. V. – 3. VII. 1942. / ČEST JEJICH PAMÁTCE. Následuje seznam jmen: ... ŠTAMPRECH FRANTIŠEK Z PÍSKU .... 

## Vyznamenání
- 2007 – Záslužný kříž ministra obrany České republiky in memoriam[4]